# Josephine (Chris Rea)
Josephine è un noto brano musicale pop-rock scritto ed inciso nel 1985 da Chris Rea e pubblicato come singolo estratto dall'album Shamrock Diaries. Il brano è dedicato a Josephine Rea, figlia del cantautore.
Si tratta del brano di maggior successo di Rea, presente in varie raccolte dell'artista.
Il singolo fu pubblicato su etichetta discografica Magnet Records e prodotto dallo stesso Chris Rea e da David Richards e Jon Kelly.

## Testo
(Josephine (1985))
Nel testo, Chris Rea si immagina su un aereo (forse alla guida dello stesso) in giorno di forte pioggia (dice: There's rain on my window  e There's a storm on my radar, but I can still fly) e durante il viaggio pensa malinconicamente alla figlia lontana.

## Tracce

### 45 giri (versione 1)
1. Josephine – 4:26
2. Josephine (Edit remix) – 3:45

### 45 giri (versione 2)
1. Josephine – 3:35
2. Dancing Shoes – 3:35

### 45 giri (versione 3)
1. Josephine (Edit remix) – 3:45
2. Dancing Shoes – 3:35

### 45 giri (versione 4)
1. Josephine (Extended French-Record) – 5:35
2. On the Beach – 6:50

### 45 giri maxi (Germania)
Lato A
1. Josephine – 3:55

Lato B
1. Dancing Shoes – 3:35
2. Everytime It Rains – 3:35

### 45 giri maxi (Francia e Italia, 1987 e 1988)
Lato A
1. Josephine – 5:35
2. Josephine – 3:54

Lato B
1. Hello Friend – 4:18
2. Everytime It Rains – 3:35

## Classifiche (1985)
| Classifica  | Posizione massima | Nr. di settimane |
| ----------- | ----------------- | ---------------- |
| Belgio      | 13                | 11               |
| Francia     | 7                 | 17               |
| Germania    | 31                | 9                |
| Paesi Bassi | 8                 | 15               |
| Regno Unito | 67                | 2                |

## Cover
- Una cover del brano fu incisa da Howard Carpendale[1]